# Икс-мен (ТВ серија)
Икс-мени: Анимирана серија  је канадско-америчка суперхеројска анимирана телевизијска серија базиранa на стрипу компаније Марвел комикс о групи суперхероја Икс мени чији су аутори Стен Ли и Џек Кирби. Приказивала се на мрежи Фокс Кидс од 31. октобра 1992. до 20. септембра 1997. са укупно пет сезона и седамдесет шест епизода. Креатор / приређивач приче био је Ерик Левалд, а продуцентска кућа је Марвел Филмска Анимација. 
Ова серија је у Србији емитована синхронизовано на српски језик на каналу РТВ БК 2002. године синхронизацију је радио студио Квартет Амиго синхронизовано је само првих 26 епизода то јест прве две сезоне.
Године 2006. Икс-мене је ресинхронизовао студио Призор синхронизоване су само прве 4 епизоде, синхронизација је издата на ДВД-овима није приказивана на телевизији.

## Кратак резиме
У цртаној серији су представљени Икс-мени слични изгледу као Икс-Мени с почетка 1990-их које је нацртао Џим Ли, састављен од Киклопа, Вулверина, Роуг, Олуја, Звер, Гамбит, Жубили, Џин Греј, Профессор Икс, као и оригинални лик Морфа. 
Цртана серија се бави социјалним питањима, укључујући развод, хришћанство, холокауст, хистерије хива и осећаја усамљености, а телевизија је сатирана у две епизоде.
Икс-мени су се појављивали у анимираној серији Спајдермен, када Спајдермен тражи помоћ Икс-мена како би спречио његову напредну мутацију. У скраћеном облику приче Тајни Ратови, Бејондер и Мадам Веб одабрали су Спајдермена да поведе тим јунака, укључујући Олују, против групе зликоваца. Ранији нацрт "Тајних ратова" укључио је све  Икс-мене, али је транспорт гласовних глумаца од Канаде до Лос Анђелеса, где је била заснована продукција анимиране серије Спајдермен, био прескуп, па је епизода преписана тако да укључује само Олују, чија гласовна глумица живи у Лос Анђелесу.

## Пријем код публике
Цртана серија је била и хваљена и комерцијално успешна. Заједно са Бетмен: Анимираном серијом, успех серије помогао је покретању бројних цртаних серија из стрипова током 1990-их.
У свом најбољем издању, Икс-мени су стекли врло високу оцену за цртани филм од суботе ујутру, а попут Бетмен анимиране серије, добили су широку критичку похвалу за приказивање многих различитих прича из стрипова. Хаим Сабан приписује успех серији што му је помогао да прода свој следећи пројекат Фоксу, акциону серију, Моћни ренџери.
Цртана серија је поздрављена као пионир у стварању зрелих, серијализованих прича за анимирану серију, као и крчење пута за играни филм Икс-људи. 2009. године ИГН је Икс-мене рангирао као 13. највећу анимирану серију свих времена на њиховој листи Топ 100.

## Улоге
| Име лика                          | Српски глас (Квартет Амиго) |
| --------------------------------- | --------------------------- |
| Киклоп / Скот Самерс              | Горан Пековић               |
| Вувлерин (Ждеравац) / Џејмс Логан | Небојша Буровић             |
| Роуг (Враголанка) / Ана Мари      | Татјана Станковић           |
| Сторм (Олуја) / Ороро Манро       | Виолета Пековић             |
| Звер / Хенри „Хенк“ Мекој         | Небојша Буровић             |
| Гамбит / Реми Лебоу               | Горан Пековић               |
| Џубили / Џубилејшн Ли             | Татјана Станковић           |
| Џин Греј                          | Виолета Пековић             |
| Професор Икс / Чарлс Ксавијер     | Горан Пековић               |
| Морф / Кевин Сидни                | Небојша Буровић             |